# Kris Humphries
Kristopher Nathan «Kris» Humphries (Minneapolis, Minnesota, 6 de febrero de 1985) es un exjugador de baloncesto estadounidense que disputó 13 temporadas en la NBA. Con 2,06 metros jugaba en la posición de ala-pívot.

## Carrera

### High School
Humphries asistió al Instituto Hopkins, donde fue nombrado en 2003 en el McDonald’s All-American y en el segundo quinteto del All-USA por USA Today. Un año antes lideró a Hopkins a un récord de 25-2 y a su primer campeonato estatal en 49 años. También fue nombrado en el Super 25 Basketball Team por USA Today, "Mr. Basketball" en el estado de Minnesota y jugador estatal del año por Minneapolis Star Tribune y College Basketball News. 
Su temporada sénior fue la más destacada en su carrera en el instituto, promediando 25.7 puntos, 11.4 rebotes y 5 asistencias por partido.

### Universidad
Tras aceptar una oferta para enrolarse a la Universidad de Duke, finalmente reconsideró y asistió a la Universidad de Minnesota. En su primer año fue nombrado Freshman del Año de la Big Ten Conference y elegido en el mejor quinteto de la conferencia al promediar 21.7 puntos y 10.1 rebotes por partido con un 44.4% en tiros de campo y 74.2% en tiros libres. Fue el primer freshman en liderar la Big Ten en anotación y rebotes en la misma temporada. Además, anotó en dobles figuras en los 29 encuentros que disputó y consiguió 16 dobles-dobles. 
El 18 de febrero de 2004, cosechó un total de 36 puntos, récord de Minnesota, ante Indiana Hoosiers, consiguiendo también otro récord de más puntos totales anotados por un freshman, con 629. Humphries se convirtió en el primer freshman de la Big Ten en ser elegido jugador de la semana en dos de sus tres primeras semanas en la universidad.

### NBA
Fue seleccionado en la 14.ª posición del Draft de 2004 por los Utah Jazz. En su primera temporada jugó unos escasos 13 minutos por noche, firmando además 4.1 puntos y 2.9 rebotes por partido. 
Tras dos temporadas en los Jazz, fue traspasado el 8 de junio de 2006 a Toronto Raptors junto con Robert Whaley a cambio del pívot brasileño Rafael Araújo. En su primera campaña en los Raptors su papel no se diferenció en demasía al que realizaba en Utah, aunque con su energía y capacidad reboteadora ayudó a los canadienses a cosechar el título de división y acceder a playoffs, donde caerían en primera ronda ante New Jersey Nets. Finalizó la temporada promediando 3.8 puntos y 3.1 rebotes, realizando además una exhibición reboteadora el 13 de abril de 2007 contra Detroit Pistons, noche en la que capturó 18 rebotes, nueve de ellos ofensivos.
El 9 de julio de 2009, fue traspasado a Dallas Mavericks, formando parte de un intercambio entre cuatro equipos. Desde su llegada al campamento de los Mavericks, fue parte fundamental de la banca de este equipo, promediando 8 puntos y 6 rebotes en menos de 19 minutos por encuentro. 
El 11 de enero de 2010, es traspasado a New Jersey Nets junto con Shawne Williams a cambio de Eduardo Nájera. Su segundo año en los Nets, fue el mejor a nivel indivual promediando un doble-doble de puntos y rebotes. El 21 de diciembre de 2011 renueva por un año y $8 millones con en equipo de New Jersey.
El 17 de julio de 2012, renueva sun contrato por dos temporadas y $24 millones con los Nets, que ahora se habían mudado a Brooklyn.
Tras tres temporadas y media en los Nets, el 27 de junio de 2013 es traspasado a Boston Celtics en un acuerdo que involucra a 9 jugadores.
El 19 de julio de 2014, llega a Washington Wizards a tarvés de un sign-and-trade.
Durante su segunda temporada en Washington, el 18 de febrero de 2016, es traspasado, junto a DeJuan Blair, a Phoenix Suns a cambio de Markieff Morris. El 28 de febrero, tras apenas cuatro encuentros, es cortado por los Suns. El 1 de marzo firma hasta final de temporada con Atlanta Hawks.
El 15 de julio de 2016, renueva con los Hawks por una temporada.

## Estadísticas de su carrera en la NBA

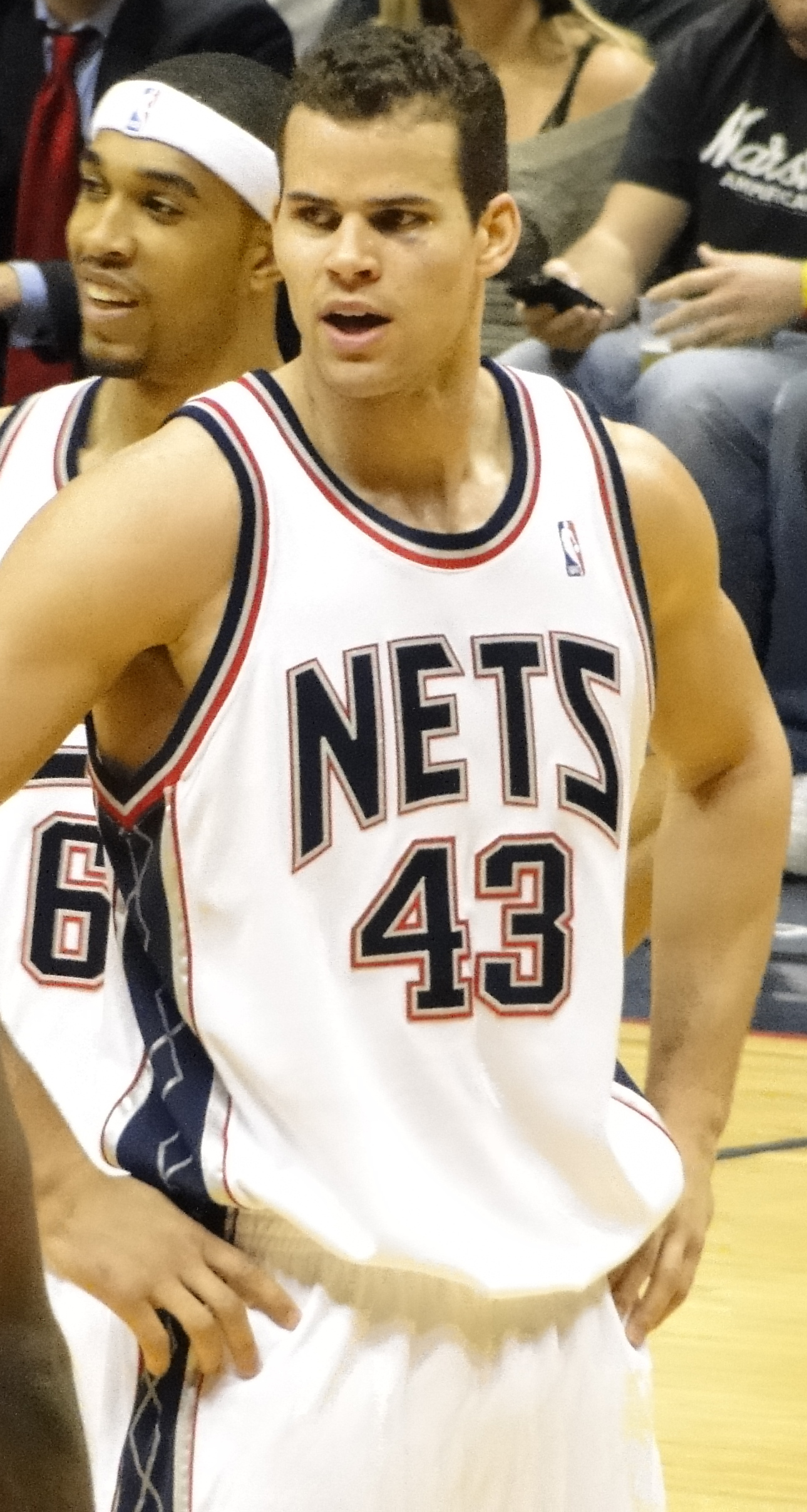
Humphries, en su etapa con los Nets.

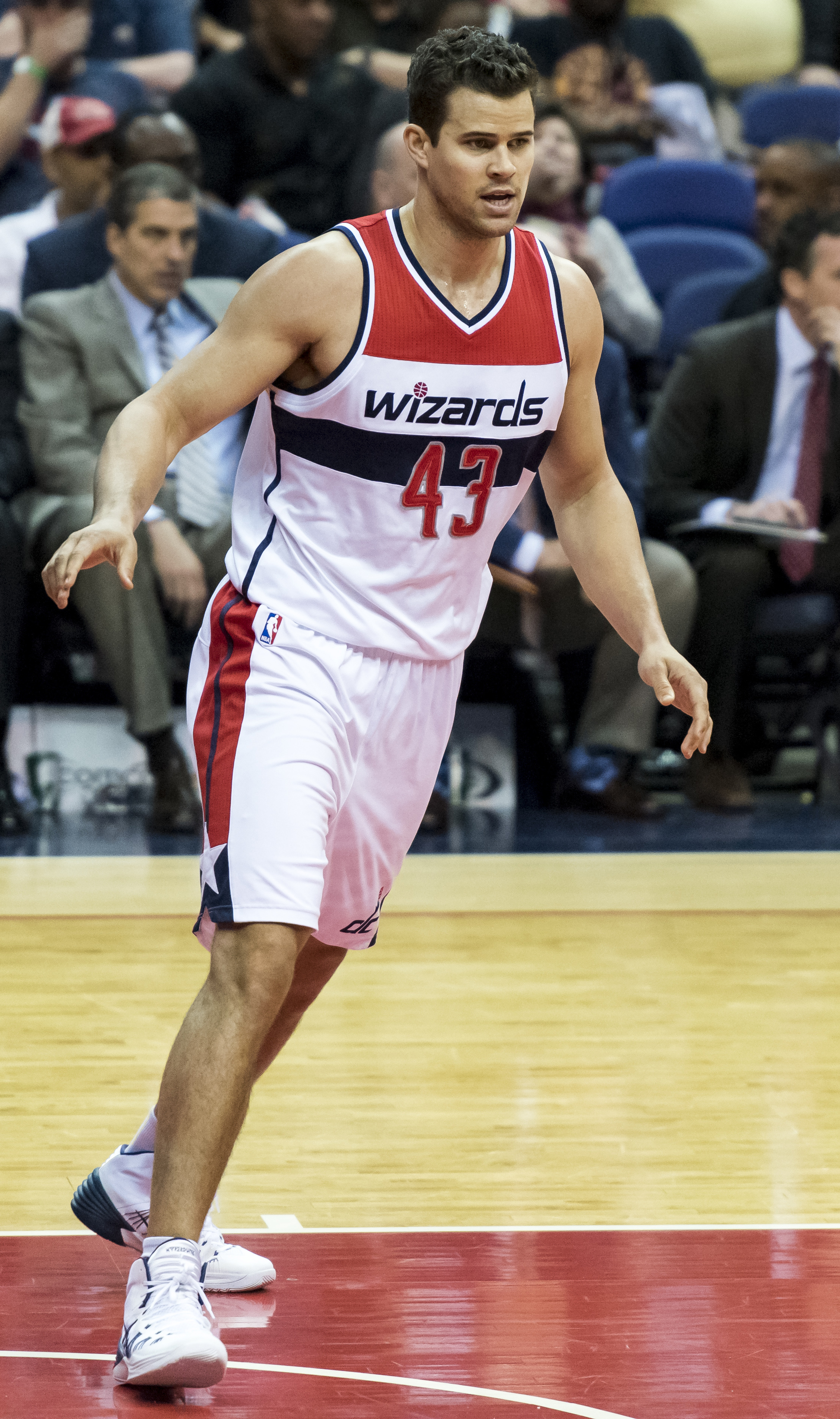
Humphries, con los Wizards.

### Temporada regular
| Año     | Equipo     | PJ  | PT  | MPP  | %TC  | %3P  | %TL  | RPP  | APP | ROB | TPP | PPP  |
| ------- | ---------- | --- | --- | ---- | ---- | ---- | ---- | ---- | --- | --- | --- | ---- |
| 2004-05 | Utah       | 67  | 4   | 13.0 | .404 | .333 | .436 | 2.9  | .6  | .4  | .3  | 4.1  |
| 2005-06 | Utah       | 62  | 2   | 10.0 | .379 | .000 | .523 | 2.5  | .5  | .4  | .3  | 3.0  |
| 2006-07 | Toronto    | 60  | 2   | 11.2 | .470 | –    | .671 | 3.1  | .3  | .2  | .3  | 3.8  |
| 2007-08 | Toronto    | 70  | 0   | 13.2 | .483 | .000 | .605 | 3.7  | .4  | .4  | .4  | 5.7  |
| 2008-09 | Toronto    | 29  | 0   | 9.1  | .422 | –    | .792 | 2.4  | .3  | .3  | .2  | 3.9  |
| 2009-10 | Dallas     | 25  | 0   | 12.6 | .461 | –    | .568 | 3.8  | .3  | .3  | .4  | 5.2  |
| 2009-10 | New Jersey | 44  | 0   | 20.6 | .433 | .000 | .699 | 6.4  | .6  | .7  | .8  | 8.1  |
| 2010-11 | New Jersey | 74  | 44  | 27.9 | .527 | .000 | .665 | 10.4 | 1.1 | .4  | 1.1 | 10.0 |
| 2011-12 | New Jersey | 62  | 62  | 34.9 | .481 | .000 | .752 | 11.0 | 1.5 | .8  | 1.2 | 13.8 |
| 2012-13 | Brooklyn   | 65  | 21  | 18.3 | .448 | .000 | .789 | 5.6  | .5  | .2  | .5  | 5.8  |
| 2013-14 | Boston     | 46  | 10  | 19.1 | .502 | .000 | .866 | 5.7  | 1.0 | .4  | .9  | 7.6  |
| 2014-15 | Washington | 64  | 17  | 21.0 | .473 | .000 | .744 | 6.5  | .9  | .5  | .4  | 8.0  |
| 2015-16 | Washington | 28  | 14  | 16.6 | .405 | .343 | .935 | 4.1  | .6  | .1  | .5  | 6.4  |
| 2015-16 | Phoenix    | 4   | 3   | 18.5 | .278 | .300 | .750 | 8.0  | 1.8 | .8  | .5  | 7.3  |
| 2015-16 | Atlanta    | 21  | 0   | 14.0 | .465 | .258 | .711 | 3.4  | .6  | .5  | .3  | 6.4  |
| 2016-17 | Atlanta    | 56  | 4   | 12.3 | .407 | .352 | .780 | 3.7  | .5  | .3  | .4  | 4.6  |
| Total   | Total      | 800 | 203 | 17.8 | .463 | .293 | .700 | 5.4  | .7  | .4  | .6  | 6.7  |

### Playoffs
| Año   | Equipo     | PJ | PT | MPP  | %TC   | %3P  | %TL   | RPP | APP | ROB | TPP  | PPP |
| ----- | ---------- | -- | -- | ---- | ----- | ---- | ----- | --- | --- | --- | ---- | --- |
| 2007  | Toronto    | 6  | 0  | 11.5 | .333  | –    | .375  | 2.8 | 0.2 | 0.2 | 0.3  | 1.5 |
| 2008  | Toronto    | 3  | 0  | 0.7  | .000  | –    | .000  | 0.0 | 0.0 | 0.0 | 0.0  | 0.0 |
| 2013  | Brooklyn   | 7  | 0  | 11.9 | .452  | –    | .429  | 3.3 | 0.1 | 0.1 | '0.4 | 4.4 |
| 2015  | Washington | 1  | 0  | 5.0  | 1.000 | .000 | .000  | 3.0 | .0  | .0  | .0   | 2.0 |
| 2016  | Atlanta    | 4  | 0  | 14.0 | .464  | .500 | 1.000 | 6.0 | 1.0 | .5  | 1.3  | 9.3 |
| 2017  | Atlanta    | 1  | 0  | 3.0  | .000  | .000 | .000  | 0.0 | .0  | .0  | 1.0  | 0.0 |
| Total | Total      | 22 | 0  | 9.9  | .449  | .500 | .571  | 3.0 | .3  | .2  | .5   | 3.6 |

## Vida personal
Su padre, William, es afrodescendiente y jugó al fútbol americano en la Universidad de Minnesota desde 1979 hasta 1982. Su hermana Kaela es nadadora en la Universidad de Texas.
El 20 de agosto de 2011 se casó con Kim Kardashian, conocida modelo estadounidense, hija del abogado Robert Kardashian; su matrimonio solo duró 72 días, ya que el 31 de octubre de ese mismo año Kim Kardashian presentó la demanda de divorcio.